# Obradovicita-KCu
L'obradovicita-KCu és un mineral de la classe dels sulfats, que pertany al grup de l'obradovicita. Va ser descrita com a obradovicita l'any 1986, en honor de Martin T. Obradovic, de la col·lecció del qual prové el material tipus. Va ser reanomenada l'any 2010 per l'Associació Mineralògica Internacional amb el seu nom actual.

## Característiques
L'obradovicita-KCu és un molibdat de fórmula química [K₂(H₂O)17Cu(H₂O)₆][Mo₈As₂Fe₃3+O34(OH)₃]. Cristal·litza en el sistema ortoròmbic. Els cristalls són tabulars, mostrant {100}, {110} i {011}, de fins a 0,1 mil·límetres, estriat en {100} i paral·lel a [001]; generalment en agregats densos. La seva duresa a l'escala de Mohs és 2,5.
Segons la classificació de Nickel-Strunz, l'obradovicita-KCu pertany a «07.GB - Molibdats, wolframats i niobats, amb anions addicionals i/o H₂O» juntament amb els següents minerals: lindgrenita, szenicsita, cuprotungstita, UM1999-38-WO:CrV, fil·lotungstita, rankachita, ferrimolibdita, anthoinita, mpororoïta, mendozavilita-NaFe, paramendozavilita i tancaïta-(Ce).

## Formació i jaciments
És un mineral secundari poc comú que es forma a la zona oxidada d'un dipòsit de minerals de coure i molibdè. Sol trobar-se associada a altres minerals com: jarosita, wulfenita i quars. Va ser descoberta a la mina Chuquicamata, al districte de Chuquicamata, a Calama (Regió d'Antofagasta, Xile). També ha estat descrita al districte miner de Port Darwin, a Darwin (Territori del Nord, Austràlia)